# Patrick G. Forrester
Patrick G. Forrester, född 31 mars 1957 i El Paso, Texas, är en amerikansk astronaut uttagen i astronautgrupp 16 den 5 december 1996.
Han är gift med Diana Forrester och tillsammans har de två barn. 

## Karriär
Forrester har arbetat inom USA:s armé. Han har över 3 900 flygtimmar i över 50 olika flygplansmodeller. 
Forrester blev anställd som flygtekniker på Johnson Space Center i juli 1993. Under sina första år arbetade han bland annat med ISS-projektet och med rymdfärjorna. I maj 1996 blev han utvald att påbörja astronaututbildning. Två år senare var han klar och tog examen som uppdragsspecialist. Sedan utbildningen avslutades har han arbetat med rymdfärjorna och varit CAPCOM under rymdfärjeuppdrag till rymdstationen.

## Rymdfärder
- Discovery - STS-105
- Atlantis - STS-117
- Discovery - STS-128